# Tarachidia bicolorata
Tarachidia bicolorata är en fjärilsart som beskrevs av Barnes och Mcdunnough 1912. Tarachidia bicolorata ingår i släktet Tarachidia och familjen nattflyn. Inga underarter finns listade i Catalogue of Life.